# Cronista Rey de Armas

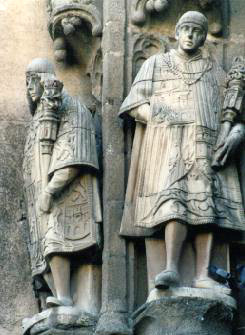
Heraldos en la fachada de la iglesia de San Juan de los Reyes, Toledo, España

El Cronista Rey de Armas, es una figura todavía existente en la legislación española dependiente del Ministerio de Justicia. Anteriormente en los reinos peninsulares era un cargo oficial palaciano que tenía la autoridad para certificar escudos heráldicos. Actualmente, esta oficina ya no existe a nivel estatal en España pero sí en la Comunidad de Castilla y León donde en mayo de 1991 se reguló el procedimiento para su nombramiento.

## Antecedentes
Este cargo tiene su origen en la fusión de la función de cronista real y la labor del rey de armas en España. Ambos cargos, no siempre unidos, se originaron a partir de la aparición de los heraldos en la Europa del siglo XII. 
En los primeros días de la heráldica, en el siglo XII, «predomina en Europa un derecho universal a la adopción y uso de armerías, permitiéndose llevar escudos de armas a los plebeyos, igual que pasa en los reinos hispánicos», lo que llevó a disputas entre individuos y familias. Originalmente, estas disputas eran resueltas por el rey, en caso de disputas entre nobles, o por un oficial de rango inferior cuando se involucraban a otros estamentos sociales. Con el tiempo, la tarea de resolver estas disputas fue asignada a los heraldos, quienes originalmente se encargaban de organizar torneos y llevar mensajes entre nobles.

## Desarrollo histórico
La oficina heráldica de cronista de armas se remonta al siglo XVI. Antes de ese tiempo, los heraldos generalmente llevaban el nombre de las provincias y de las ciudades no capitales, mientras que los reyes de armas llevaban el nombre de los reinos españoles. Varios cronistas de armas fueron nombrados para España, Castilla, León, Frechas, Sevilla, Córdoba, Murcia, Granada (creado en 1496 para celebrar la reunificación de España), Estella, Viana, Navarra, Cataluña, Sicilia, Aragón, Nápoles, Toledo, Valencia y Mallorca. Aunque estos nombramientos no eran hereditarios, al menos quince familias españolas produjeron más de un heraldo cada una en los últimos 500 años (en comparación con aproximadamente el mismo número para Inglaterra, Escocia e Irlanda en conjunto). Los Cronistas españoles tenían poderes judiciales en materia de títulos nobiliarios. También sirvieron como oficina de registro para genealogías y concesiones de armas.

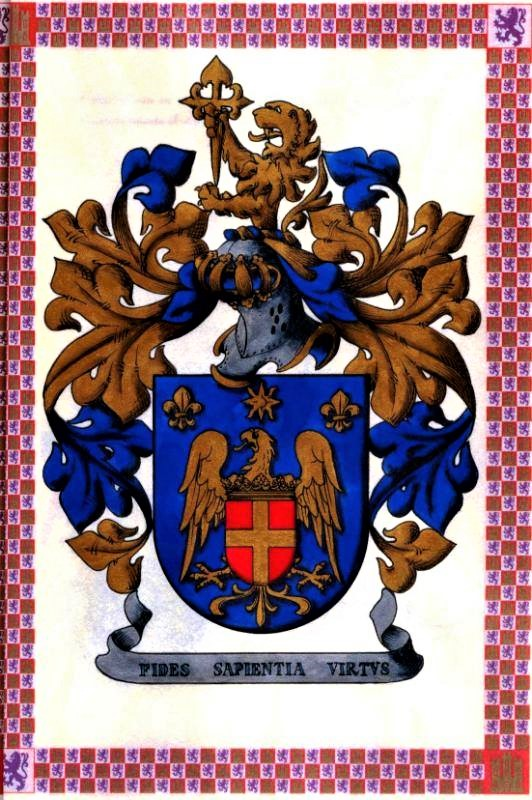
Escudo de armas de Eduardo Madrid Brillantes registrado por el Cronista de Castilla y León, Don Alfonso Ceballos-Escalera y Gil-Marqués de La Floresta

El cargo de rey de armas tomó varias formas y finalmente se estableció en un Cuerpo de Cronista Rey de Armas, que estaba encabezado por un decano o mayor. Normalmente estaba compuesto por cuatro oficiales y dos asistentes o subsecretarios que actuaban como testigos en documentos. Todo el cuerpo llevaba un uniforme distintivo. El cuerpo se consideraba parte de la casa real y generalmente rendía cuentas al Maestro de la Caballeriza Real, un cargo importante en la Edad Media.
Los nombramientos al Cuerpo de Rey de Armas eran hechos por el rey o reina gobernante. Estos nombramientos eran vitalicios y aunque no estaban destinados a ser hereditarios, a menudo pasaban de padre a hijo u otro miembro cercano de la familia. Los heraldos españoles tenían otras funciones relacionadas con asuntos de protocolo y a menudo actuaban como mensajeros y emisarios reales. Podrían, y pueden hacer arreglos para áreas que actualmente o anteriormente están bajo el dominio de la corona española. Las funciones y deberes precisos del Rey de Armas quedaron claramente definidos por las declaraciones de varios Reyes y que siguen aún vigentes en la actualidad.
Recientemente, el Cuerpo del Cronista Rey de Armas pasó por varios cambios. En 1915 se realizaron cambios importantes. La oficina fue abolida en 1931 y fue restaurada entre los años 1947-1951. El último Cronista Reyes de Armas designado por el Ministerio de Justicia español, fue Vicente de Cadenas y Vicent, quien falleció en 2005.

## Castilla y León
El gobierno de la comunidad autónoma de Castilla y León nombró a Don Alfonso de Ceballos-Escalera y Gila, marqués de la Floresta, como Cronista de Armas de Castilla y León. Don Alfonso también afirma haber servido como oficial heráldico personal del anterior rey Juan Carlos I de España y del actual Rey Felipe VI de España, aunque no hay registro de estos nombramientos. Anteriormente, todo lo que hacían los heraldos españoles tenía que ser revisado y aprobado por el Ministerio de Justicia para que fuera válido. Sin embargo, la legislación de Castilla y León estableció al Cronista de Armas de Castilla y León como el equivalente moderno del antiguo Rey de Armas del Reino de Castilla y León, con derechos sobre todos los poderes y competencias tradicionales propios de este cargo.
Ceballos-Escalera y Gila ha nombrado a oficiales heráldicos para apoyar sus esfuerzos. Pierre Daniel de Losada y Martí fue designado en 2014 como el Heraldo Madrigal, Don Carlos Navarro en 2015 como el Heraldo Toro y el Dr. Joseph MacNeal Crews en 2015 como el Persevante León Blanco.